# Turumayo
Turumayo ist eine Streusiedlung im Departamento Tarija im südamerikanischen Andenstaat Bolivien.

## Lage
Turumayo ist die drittgrößte Ortschaft des Kanton Lazareto im Municipio Tarija in der Provinz Cercado. Turumayo liegt auf einer Höhe von 1988 m fünf Kilometer nordwestlich des Stausees Lago San Jacinto, der in den Río Nuevo Guadalquivir entwässert, der flussabwärts zum Río Tarija wird.

## Geographie
Turumayo liegt günstig zwischen den verschiedenen Klimazonen des Landes, am Rande der Anden in einer Höhe von rund 2000 m, so dass meist mildes und angenehmes Wetter herrscht (siehe Klimadiagramm Tarija). In der Regenzeit zwischen Dezember und Februar (Sommermonate) kommt es häufig zu wolkenbruchartigen Gewittern. Der Rest des Jahres ist ausgesprochen niederschlagsarm.

## Bevölkerung
Die Einwohnerzahl der Ortschaft ist allein in dem Jahrzehnt zwischen den beiden letzten Volkszählungen auf mehr als das Doppelte angestiegen:
| Jahr | Einwohner         | Quelle       |
| ---- | ----------------- | ------------ |
| 1992 | keine Detaildaten | Volkszählung |
| 2001 | 556               | Volkszählung |
| 2012 | 1253              | Volkszählung |
| 2024 |                   | Volkszählung |

## Verkehrsnetz
Turumayo liegt in einer Entfernung von neun Straßenkilometern südwestlich von Tarija, der Hauptstadt des Departamentos.
Tarija liegt an der Nationalstraße Ruta 1, die das bolivianische Hochland von Norden nach Süden durchquert und von Desaguadero an der peruanischen Grenze über die Metropolen El Alto, Oruro und Potosí bis nach Bermejo an der argentinischen Grenze führt.
Man verlässt Tarija in westlicher Richtung über die Puente San Martín, die den Río Nuevo Guadalquivir überquert und als Avenida Héroes de la Independencia zwischen den beiden Ortsteilen San Martín im Norden und Senac im Süden hindurchführt. Am Stadtrand biegt die Landstraße in südwestlicher Richtung ab und erreicht nach insgesamt neun Kilometern Turumayo und führt weiter über Lazareto und Guerra Huayco zur Ortschaft San Andrés.